# Chiusa di Stadtbredimus-Palzem

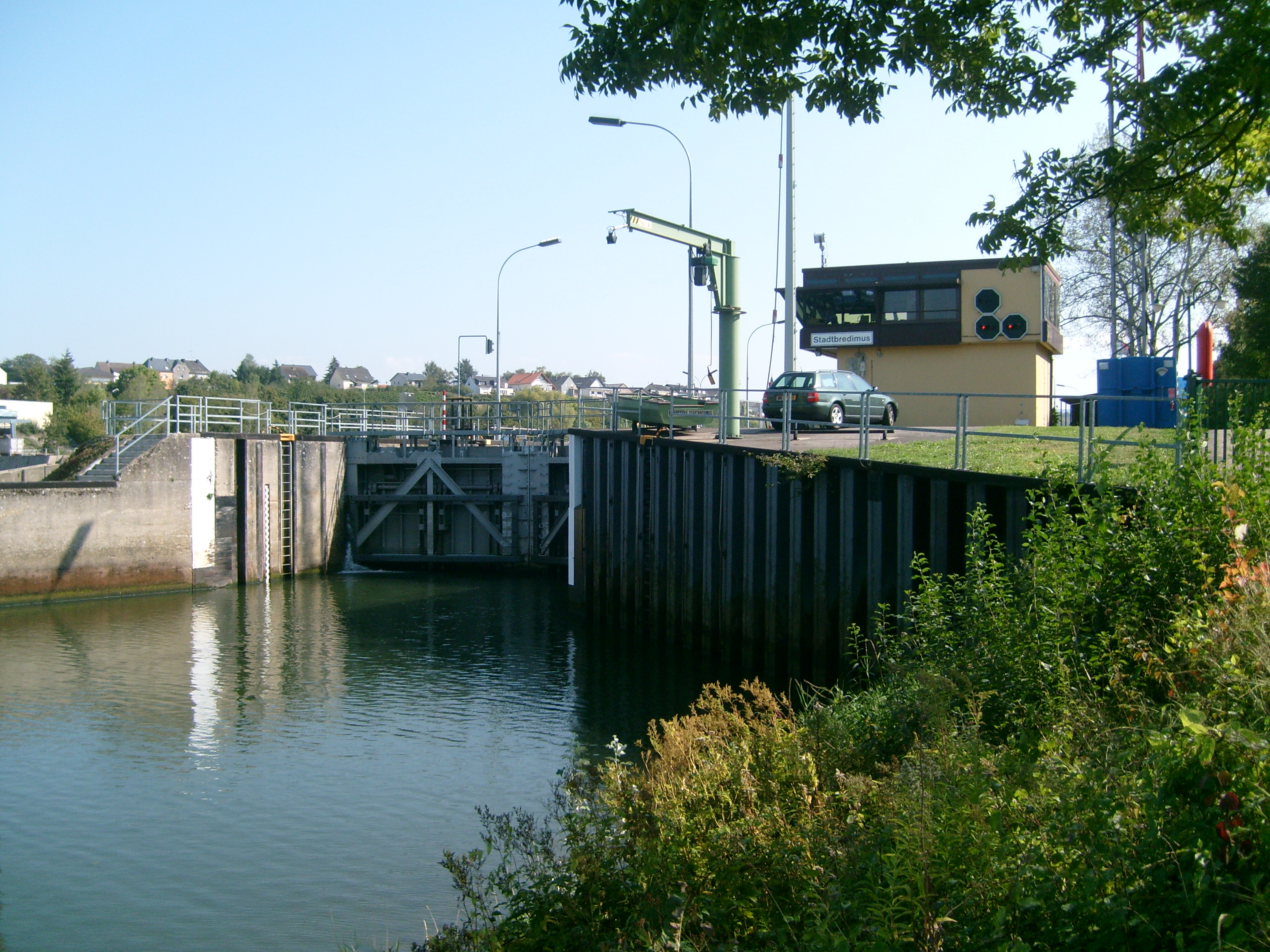
L'impianto di sbarramento Stadtbredimus-Palzem

La chiusa di Stadtbredimus–Palzem sul fiume Mosella è situata tra il comune lussemburghese di Stadtbredimus nel cantone di Remich e il comune tedesco di Palzem nel distretto di Treviri-Saarburg nella Renania-Palatinato. È stata costruita nel 1964 e si trova al km 229,86 della Mosella. Alla chiusa è collegata una centrale elettrica ad acqua fluente gestita dalla Société électrique de l'Our.
La diga ha una lunghezza di 12,57 km. Il bacino idroelettrico di raccolta si trova a 140,5 m sopra il livello del mare e l'altezza di caduta è di 4 m.
La chiusa ha dimensioni di 170 m per 12 m, mentre il canale navigabile misura 18 m per 3,3 m. La chiusa è dotata anche di una scala di rimonta per pesci.

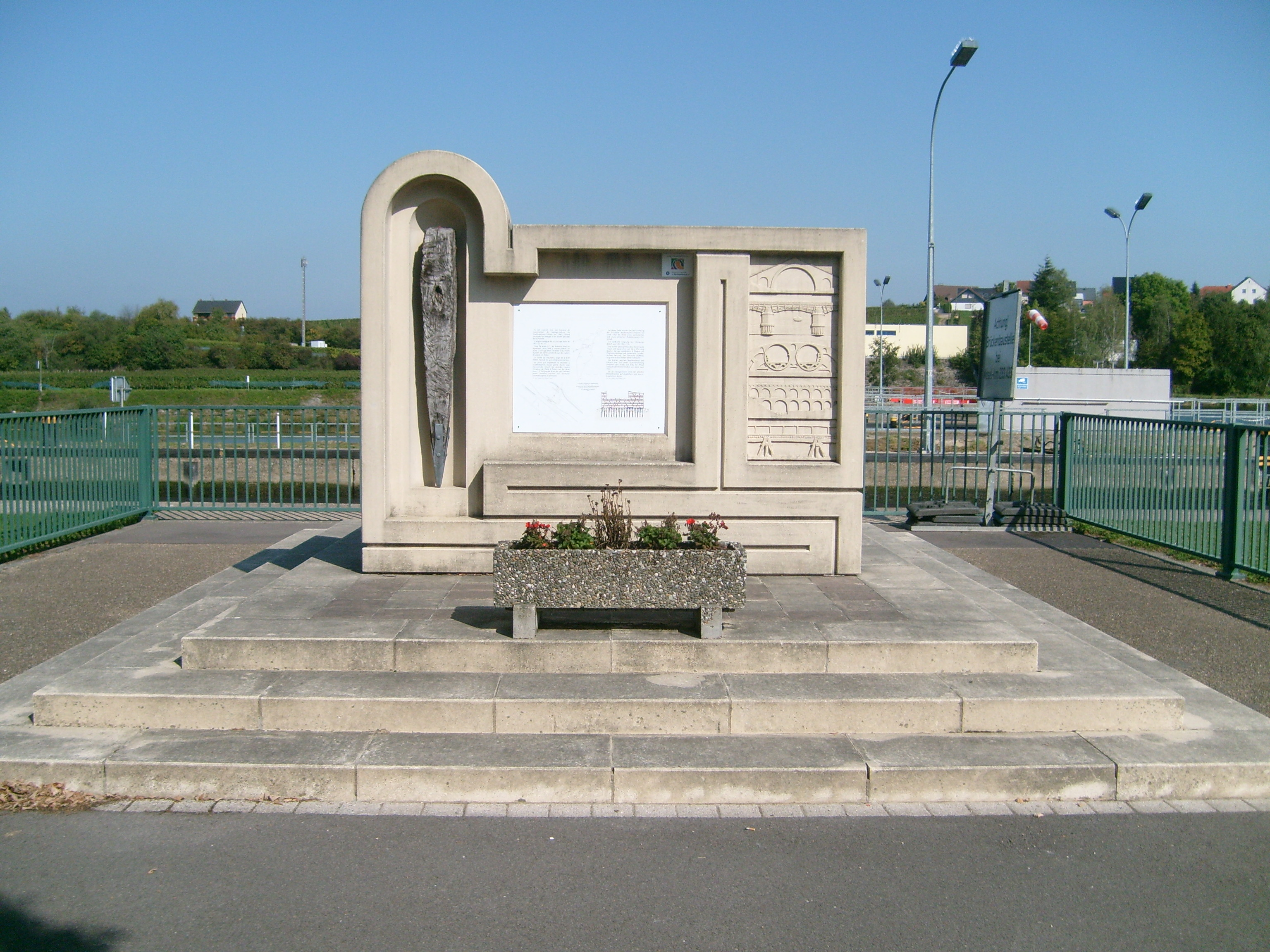
Monumento dedicato al ponte romano Stadtbredimus-Palzem

La centrale idroelettrica ha una potenza di 4,5 megawatt.

## Il ponte romano
Nel corso della costruzione della diga per la canalizzazione della Mosella, sono stati scoperti i resti di un antico ponte romano e a Stadtbredimus è stato eretto un monumento dedicato al ponte romano Stadtbredimus-Palzem.
La costruzione del ponte romano sul fiume Mosella risale all'inizio del I secolo d.C., con tracce di precedenti installazioni risalenti al periodo celtico. Attualmente, i resti dei pilastri rinvenuti in loco sono conservati nel Museo Nazionale di Treviri.